# 怎样鉴别黄色歌曲
《怎样鉴别黄色歌曲》，是1980年代中国大陆的音乐理论文集，收录了多编音乐界人士的作品。书中文章涉及自1930、40年代至80年代的中國大陸及香港、台湾等地乐壇內容，以及提出对「黃色歌曲」的识別。

## 写作背景
1982年左右，中國大陸刚进行改革开放不久，大量港台及原中國大陸1930-40年代流行歌曲及摇滚音乐，随着卡带录音机的流入而占领原有的民间歌曲舞台。而这些耳目一新的曲调及对情爱的理解，对原有的价值观产生冲击。当时的保守报刊大量批评这种新的音乐形态，认为这是一种“没落的文化”，音乐是“有颜色的”，商品化、情爱的作品是“色情的、淫秽的”，称之为靡靡之音，即“黄色歌曲”。
在这种情况下，中国大陆音乐界人士伍雍谊、周荫昌、瞿维、丁善德、王云阶、周大风、南咏、应国靖、陆维等等撰写专门文章，并由人民音乐出版社整理出版，务求教导音乐工作者和音乐爱好者，如何识别这种靡靡之音（即黄色歌曲）。

## 書中文章
- 一種精神腐蝕劑──對我國三十、四十年代黃色歌曲的認識（伍雍誼）
- 怎樣看待港台「流行歌曲」（周蔭昌）
- 關於「流行音樂」的對話（瞿維）
- 分清輕音樂與靡靡之音（丁善德）
- 從衡量靡靡之音的尺寸談起（王雲階）
- 因勢利導，循循善誘──談港澳流行庸俗歌曲的滲入（周大風）
- 還歷史本來面目──關於《何日君再來》的答問（南詠）
- 也談《何日君再來》問世經過（應國靖）
- 《薔薇處處開》是一首什麼樣的歌曲？（陸維）
- 資本主義世界的「流行音樂」（伍雍誼）

## 评价
該书的存在有其时代价值。該书反映了改革開放初期流行文化对原有的文化观念产生的冲击。一些报章评论該书，认为「《怎样鉴别黄色歌曲》全盘否定流行歌曲的观点，带有很明显的时代局限性，但另一方面，却让我们看到，流行音乐流传之初，是如何与旧观念旧思想作斗争的。」